# Szymon Piechowicz
Szymon Piechowicz – student Akademii Zamojskiej, później jej wykładowca a następnie rektor. Założyciel Apteki Rektorskiej w Zamościu.

## Biogram
Pochodził z Turobina. Został studentem Akademii Zamojskiej wkrótce po jej otwarciu w 1595 r. Potem studiował na Akademii Krakowskiej, gdzie uzyskał stopień bakałarza sztuk wyzwolonych. W 1603 r. został powołany na katedrę logiki w Akademii Zamojskiej. W 1607 r. wyjechał na dalsze studia do Włoch, i tam na uniwersytecie w Padwie 25 lutego 1609 r. uzyskał dyplom doktora medycyny. Po powrocie do Zamościa objął w Akademii katedrę medycyny. W latach 1611–1624 był siedmiokrotnie wybierany na rektora, dał się poznać jako światły organizator życia uczelni.